# 脳炎
脳炎（のうえん）は、脳の炎症性疾患の総称。急性脳炎は脳実質に生じた炎症によって、発熱、頭痛、意識障害、麻痺などの急性症状を呈した状態をさす。脳炎様の臨床症状が存在するにもかかわらず脳実質に炎症が見られない場合は病理学的に脳炎に含めず脳症に分類する。脳症の病理学的な特徴は炎症ではなく脳浮腫である。
かつては両者の区別が難しいことから脳炎・脳症とまとめて述べることが多かった。詳細な病歴、臨床所見の把握、MRI検査、血液、髄液検査、ウイルス、細菌検査、長時間脳波検査、有機酸分析、アシルカルニチン分析などを駆使して診断に至る。しかし十分な検索ができず急死する例もある。

## 神経感染症の総論
発熱の原因が中枢神経と疑われるとき、髄液検査を行い細胞数の増加があれば神経感染症と考える。神経感染症では感染部位によって名称、症状が異なる。
| 名称     | 英語名              | 症状                                     |
| -------- | ------------------- | ---------------------------------------- |
| 脳炎     | encephalitis        | 頭痛、発熱、痙攣、意識障害、神経局所症状 |
| 髄膜炎   | meningitis          | 頭痛、発熱、嘔吐                         |
| 髄膜脳炎 | meningoencephalitis | 脳炎症状と髄膜炎症状                     |
| 硬膜炎   | pachymeningitis     | 頭痛、発熱、脳神経症状                   |
| 脊髄炎   | myelitis            | 発熱、対麻痺、膀胱直腸障害               |

中枢神経系の感染症は早期発見、効率的な方針決定、速やかな治療の開始が生命予後を左右するため医療にとって最も重要な疾患の一つである。これら明瞭な臨床症候群は急性細菌性髄膜炎、ウイルス性髄膜炎、脳炎、局所性感染症である脳膿瘍や硬膜下膿瘍および感染性血栓性静脈炎が含まれる。いずれもそれまで健康であった人々に発熱や頭痛などの非特異的な前駆症状を引き起こし、最初は比較的良性の病態と考えられる。しかし、ウイルス性髄膜炎以外はやがて意識状態の変化、局所性神経症状または痙攣発作が出現する。早期治療のポイントはこれらの病態を早急に鑑別し、病原体を同定し適切な特異的な治療を開始することである。まずは感染部位がくも膜下腔にある（すなわち髄膜炎である）のか、病変は脳組織全体に分布しているのか、あるいは大脳半球、小脳、または脳幹に限局しているのかを確認することが必要である。ウイルス感染により脳組織が直接受ける場合は脳炎とよばれ、細菌または真菌または寄生虫による局所性感染が脳組織に及んでいる場合には被膜形成の有無によって脳膿瘍、または脳実質炎とよばれる。

## 急性脳炎の分類
大きく分けると免疫介在性脳炎と感染性脳炎に分かれる。

### 免疫介在性脳炎
急性散在性脳脊髄炎（ADEM）
感染後脳炎や予防接種後脳炎などの多くは急性散在性脳脊髄炎に分類されることが多い。
抗神経細胞表面抗原（NSA）抗体に関連する脳炎
特に有名なものとしては抗NMDA受容体脳炎が挙げられる。その他の抗NSA抗体脳炎としては抗VGKC抗体脳炎、抗GABA受容体抗体陽性脳炎、抗AMPA抗体陽性脳炎などが知られている。
難治頻回部分発作重積型脳炎（AERRPS）
インフルエンザ後など感染症発症後1週間以内に発症する免疫介在性脳炎であり1980年頃から日本で報告されているものに難治頻回部分発作重積型脳炎（AERRPS）がある。
細胞内抗原に対する抗体に関連する傍腫瘍性脳炎
傍腫瘍性神経症候群としても知られているが、抗Hu抗体、Ma2抗体などによる脳炎がある。
ビッカースタッフ型脳幹脳炎
抗GQ1b抗体関連の脳炎としてはビッカースタッフ型脳幹脳炎が知られている。
傍感染性脳炎
傍感染性脳炎としては麻疹脳炎や風疹脳炎などが知られている。
非ヘルペス性辺縁系脳炎
非ヘルペス性辺縁系脳炎は単一の疾患ではなく、抗神経細胞表面抗原（NSA）抗体、細胞内抗原に対する抗体なども関わっていると考えられる。
その他
多発性硬化症、SLEなど。

### ウイルス性脳炎
ウイルス性脳炎としては多くのウイルスで画像上の特徴などがあることが多い。単純ヘルペス脳炎が最も多い。
単純ヘルペス脳炎、日本脳炎（視床や基底核に病変がある）、狂犬病、水痘帯状疱疹脳炎（小脳炎や脳血管炎）、EV71による菱脳炎（間脳、橋、延髄、脊髄、小脳）、ムンプス脳炎、エンテロウイルス脳炎、EBウイルス脳炎（両側基底核）、ニパウイルス脳炎、HHV-6脳炎（骨髄移植後の辺縁系脳炎）、CMV脳炎（AIDSに合併）、進行性多巣性白質脳症（JCウイルスによる）、亜急性硬化性全脳炎などが知られている。

### 細菌性脳炎、その他
マイコプラズマ脳炎、猫ひっかき病、赤痢アメーバ、熱帯熱マラリア、結核、リステリア、トキソプラズマなどの病原体でも脳炎が起こることがある。

## 慢性脳炎
慢性脳炎には進行性多巣性白質脳症、亜急性硬化性全脳炎、進行性風疹全脳炎が知られている。
進行性多巣性白質脳症

進行性多巣性白質脳症（PML）は中枢神経系全般に多数分布する大小の脱髄病変を特徴とする進行性疾患である。脱髄に加えて星状細胞とオリゴデンドロサイトの両者に特徴的な細胞学的変化がみられる。
亜急性硬化性全脳炎
亜急性硬化性全脳炎（SSPE）は中枢神経のまれな進行性脱髄性疾患である。麻疹ウイルスが脳組織に慢性的に感染することによって引き起こされる。
進行性風疹全脳炎
進行性風疹全脳炎は極めてまれな疾患である。主として先天性風疹症候群を有する男性にみられる。

## その他
細菌性髄膜炎、亜急性髄膜炎、慢性髄膜炎、脳膿瘍などに関しては髄膜炎で述べている。

## 急性脳症の分類
急性壊死性脳症（ANE）
急性壊死性脳症（ANE）はインフルエンザなど発熱を伴う感染症の経過中に発症する急性脳症である。肝臓、膵臓、心血管系、血液系など全身諸臓器の障害を伴いやすく、致死率は33%におよぶ。MRIでは視床など特定の脳領域に両側対称性病変を有する。NSAIDsの一部が増悪因子となる。急性期の神経病理は血管性脳浮腫（血管透過性亢進）、白質のミエリン染色性低下、灰白質の点状出血と神経、グリア細胞の壊死を示す。炎症性サイトカインの産出と作用が全身的かつ高度に亢進し、脳血管と神経グリア細胞がその標的となり障害される。
HSE（hemorrhage shock and encephalopathy syndrome）
1983年にLevinらが発熱、ショック、脳症、水溶性下痢、DICに基づく著しい出血性傾向および肝、腎障害をきたし予後不良な症候群としてHSESの概念を提唱した。1989年に診断基準が発表されこれをもとにHSEの報告がされている。
痙攣重積型急性脳症（AEFCSE）または二相性経過と遅発性拡散低下病変を伴う脳症（AESD）
日本の小児急性脳症では最も多いパターンである。発熱を伴う痙攣重積状態を発症し、その後の意識回復中途（第4病日付近）において意識障害の悪化と群発痙攣（遅発痙攣）を認めるという二相性の経過が典型的である。遅発痙攣時期にMRIでは皮質下白質に拡散強調画像で高信号を認める。前頭葉を主体とする分布であることが多い。
脳梁膨大部に拡散低下を伴う脳炎・脳症（MERS）
発熱（38度以上）後1週間以内に異常言動、行動、意識障害、痙攣などで発症し多くは神経症状発症後10日以内に後遺症なく回復する。MRIでは急性期に脳梁膨大部一過性病変（おおくは拡散強調画像）を認め、多くは1週間以内で消失する。臨床予後は良好である。
その他
可逆性後頭葉白質脳症（PRES、RPLS）、溶血性尿毒症症候群脳症、サルモネラ脳症、セレウス嘔吐毒脳症、Reye症候群、急性肝不全、糖尿病性ケトアシドーシス、副腎不全、甲状腺機能異常症、ウェルニッケ脳症、先天性代謝異常症（MELASやLeigh脳症含む）、熱中症、低酸素脳症、敗血症に伴う脳症。

## 単純ヘルペス脳炎
日本神経感染症学会より診療ガイドラインが示されている。急性（時に亜急性）脳炎を示唆する症状・症候、神経学的検査所見を満たしたものが単純ヘルペス脳炎疑いであり、ウイルス学的検査所見によって確定例になる。単純ヘルペス脳炎は脳炎全体の10～20%を占め、起炎ウイルスの判明した散発性脳炎の中では最も多い疾患である。地域差はなく100万人あたり年間2～4人の頻度で起こり日本では年間400例前後の発症があると推測されている。全年代に起こりえるが50～60歳代に発症のピークがある。単純ヘルペスウイルス脳炎の95%がHSV-1によって生じ、約70～80%はHSVの再活性化（または再感染）でおこると推定されている。全単純ヘルペス脳炎の約80%にあたる典型例では側頭葉、前頭葉眼窩回などを選択的に障害する左右非対称急性壊死性脳炎の病理像をとるため精神症状をおこすことが多い。逆に全単純ヘルペスウイルスの20%が非典型例であり、軽症、慢性脳炎、脳幹脳炎などの形をとることがある。約10%程度に再発、再燃が認められ治療上注意が必要である。全年齢における検討では単純ヘルペス脳炎の未治療での死亡率は60～70%であった。抗ウイルス薬、特にアシクロビルの治療によって死亡率は19～28%に減少した。しかし適切な治療にもかかわらず死亡と高度後遺症を含めた転帰不良率は約30～50%と未だに高く、社会復帰率も約半数にとどまる。後遺症としては記憶障害、行動異常、症候性てんかんなどが多い。

### 臨床病型
神経症候、神経放射線所見を総合していくつかの臨床病型が知られている。
側頭葉型または辺縁系型
いわゆる辺縁系脳炎をおこす典型的な単純ヘルペス脳炎である。側頭葉下内側部、前頭葉眼窩回、島回、帯状回、海馬、扁桃体、被殻などが主に犯されるもので精神症状を呈する。
側頭葉脳幹型
側頭葉型と同様であるが、脳神経領域の障害が認められるものである。脳幹へのHSVの感染の可能性と頭蓋内圧亢進症の可能性がある。
脳幹脳炎
側頭葉型に比べて発症早期の発熱の頻度が低い、初回髄液圧が低い、脳波で周期性同期生放電がみられない、死亡例、再発例はなく自然軽快例も認められるといった特徴が報告されている。しかし剖検例の単純ヘルペス脳炎の脳幹脳炎型も報告されており予後不良例も存在する。
慢性脳炎
4～5ヶ月の経過の慢性緩徐進行性脳症の報告例がある。
軽症～非典型例
単純ヘルペス脳炎の確定診断が脳生検からPCR法に代わって依頼、非典型的な軽症例の存在が指摘されるようになった。軽症～非典型例と呼ぼれるが、治療後完全回復する、痙攣と精神状態の変化を呈するのみで神経学的局在症候がない、脳CTで正常所見を呈することがあるなどの症例を示す。このような病態がおこる背景としてHSV-2の感染によるものや宿主の免疫機能低下、脳炎病巣が劣位半球側頭葉に限局するといった点も指摘されている。
その他
頭頂葉型、前頭葉型、散在多病巣型などが報告されている。
びまん性脳炎型
びまん性脳炎型は局在性脳炎から進展する場合がほとんどである。
免疫不全患者の単純ヘルペス脳炎
後天性免疫不全症候群での単純ヘルペスウイルスの頻度は低い。サイトメガロウイルスとの同時感染例が多い、感染部位が前頭葉下面、側頭葉内側面に限局せず小脳や脳幹、上衣下組織にも認められる。成人AIDS症例では脳炎がHSV-2で起こることが多いといった特徴が知られている。
小児の単純ヘルペス脳炎
小児の場合HSV初感染で発症することが多いこと、新生児ではHSV-2によっても発症すること、全脳炎を呈することが多いこと、小児例では初回治療終了後2週～2ヶ月以内の再発が20～30%と高率に認められることなど成人と異なる点がある。3歳未満の発症、GCS10以下では予後が悪いとされている。

### 診断基準

#### 急性（時に亜急性）脳炎を示唆する症状・症候
各年齢でみられるが，50歳～60歳にピークを認める。症状は頭痛、嘔気、発熱が多いがこれらは50%程度にしか認めないという報告もある。髄膜刺激症状、急性意識障害（覚醒度の低下、幻覚・妄想、錯乱などの意識の変容）、痙攣、局在神経脱落症状（失語症、聴覚失認や幻聴などの聴覚障害、記銘障害、運動麻痺、脳神経麻痺、視野障害、異常行動など）不随意運動、自律神経障害、SIADHなどが認められることがある。

#### 神経学的検査所見
神経放射線学的所見
側頭葉・前頭葉（主として、側頭葉内側面・前頭葉眼窩・島回皮質・角回を中心として）などに病巣を検出する。
脳波
ほぼ全例で異常を認める。局在性の異常は多くの症例でみられるが、比較的特徴とされる周期性一側てんかん型放電（PLEDS）は約30%の症例で認める。
髄液
髄液圧の上昇、リンパ球優位の細胞増多、蛋白の上昇を示す。糖濃度は正常であることが多い。赤血球やキサントクロミーを認める場合もある。

#### ウイルス学的検査所見
PCR
髄液を用いたPCR法でHSV-DNAが検出されること。ただし陰性であっても診断を否定するものではない。治療開始後は陰性化する可能性が高い。
抗体測定
髄液HSV抗体価の経時的かつ有意な上昇、髄腔内抗体産生を示唆する所見が認められることがある。髄腔内抗体産生を示唆する所見とは血清／髄液抗体比≦20または抗体価指数である。抗体価指数は髄液抗体／血清抗体÷髄液アルブミン／血清アルブミンであり2以上ならば髄腔内抗体産出が示唆される（BBBが破壊されれば抗体価は上昇する）。
ウイルス分離
髄液からDNAはPCRによって比較的高頻度に分離できるがウイルス分離は稀である。

### 成人の治療指針

#### 一般療法
気道の確保、栄養維持、二次感染の予防などが行われる。

#### 抗ヘルペスウイルス薬の早期投与
診断基準で疑い例となった時点で抗ウイルス療法を開始する。単純ヘルペス脳炎が否定された段階で抗ウイルス療法を中止する。
アシクロビル
アシクロビルは10mg/kgで1日3回1時間以上かけて点滴静注を14日間を目安に投与する。重症例ではアシクロビル20mg/kgが使用されることもある。ショック、皮膚粘膜眼症候群、アナフィラキシー様症状、DIC、汎血球減少症、意識障害や痙攣、錯乱などの脳症、急性腎不全などの副作用に注意する。
ビダラビン
アシクロビル不応例にはビダラビン15mg/kg、1日1回点滴静注を14日間を目安に投与する。

#### 痙攣発作，脳浮腫の治療
痙攣にはジアゼパム、ミダゾラム、フェニトインなどが用いられる。脳浮腫にはグリセオールやマンニトールが考慮される。

#### その他
脳幹脳炎、脊髄炎に対しては、抗ウイルス薬に加えて副腎皮質ステロイドの併用を考慮する。副腎皮質ステロイドの機序は脳浮腫の軽減、炎症性サイトカインの放出抑制などが想定されている。

### 予後解析
転帰不良の要因としては、発症年齢が30歳以上、発症から抗ウイルス薬開始までの期間が4日以上、抗ウイルス薬開始時の意識障害がGCSで6点未満、治療開始時CTにて病巣の検出されること、初回髄液のPCRでHSV-DNAが100copy/ml以上などが指摘されている。

### 日本の法律
感染症法では五類感染症（全数把握）となっている。急性脳炎（ウエストナイル脳炎、西部ウマ脳炎、ダニ媒介脳炎、東部ウマ脳炎、日本脳炎、ベネズエラウマ脳炎及びリフトバレー熱を除く）として届出が必要である。

## 非ヘルペス性急性辺縁系脳炎
非ヘルペス性急性辺縁系脳炎とは頭部MRIで海馬、扁桃体を中心とした辺縁系に異常を認めるものの、ウイルス学的に検査で単純ヘルペスウイルスが否定され、悪性腫瘍の合併もみられない急性発症の脳炎を指す。急性辺縁系脳炎から単純ヘルペス脳炎や傍腫瘍性辺縁系脳炎を除外したものと考えられる。感冒用の先行感染があり、ステロイドパスルが著効を示すことからウイルス感染を契機として免疫応答異常が生じ、大脳辺縁系で急性脳炎が起こると考えられている。髄液中のIL-6が高値を示す。

### 楠原、庄司らの臨床的特徴
- 急性辺縁系脳炎の病像を呈する。
- MRI上、両側海馬、扁桃体に異常を呈する。
- 髄液では軽度の細胞増多、蛋白増多を認める。
- ウイルス学的でHSV感染は否定的（PCR法、EIA法で陰性）。
- 悪性腫瘍の合併はなく、傍腫瘍性神経症候群は否定的。

### 高橋、亀井らの臨床的特徴
- 感冒様の先行感染。
- 頭部MRI拡散強調画像における両側海馬、扁桃体の可逆性高信号病変。
- 髄液中のIL-6のみの高値。
- ステロイドパルス療法が著効。